# Эберку
Эберку (перс. ابرکوه‎) — город в центральном Иране, в провинции Йезд. Административный центр одноимённого шахрестана.

## География
Город находится в юго-западной части Йезда, вблизи административной границы с останом Фарс, на высоте 1510 метров над уровнем моря.
Эберку расположен на расстоянии приблизительно 125 километров к юго-западу от Йезда, административного центра провинции и на расстоянии 530 километров к юго-юго-востоку (SSE) от Тегерана, столицы страны.

## Население
По данным переписи, на 2006 год население составляло 20 994 человек.

## Достопримечательности
- Мечеть Бирун. Одна из самых старых сохранившихся мечетей Ирана.
- Мавзолей Пир Хамза Сабзпуш.
- Пятничная мечеть.
- Старейший в мире кипарис[4].

## История
Около 1474 года город посетил Афанасий Никитин, упомянувший его в своих путевых записках "Хожение за три моря".